# Chemtool
Chemtool é um software livre para desenhar fórmulas estruturais escrito em C usando GTK para os sistemas Unix e Linux. As estruturas químicas desenhadas podem ser salvas em vários formatos de arquivo, tais como X bitmap, PostScript, SVG, XFig, MDL molfile e PNG